# Memorijska adresa
Memorijska adresa u računarstvu označava mjesto u računalnoj memorija (računala)memoriji (ROM-u ili RAM-u), gdje program ili sklopovlje pohranjiva podatkovno zrno za kasnije čitanje ili obradu. Veličina zrna (eng. word size) ovisna je o računala arhitekturi, no najmanja mjera je bajt tj. binarni broj.  Podatci koji ne mogu stati u pojedinačno zrno rastavljalju se i pohranjuju se redom u sljedeću memorijsku adresu dok se podatak u cijelosti ne pohrani. 